# Rattens musketörer
Rattens musketörer är en svensk komedifilm från 1945 i regi av Rolf Botvid. I huvudrollerna ses Thor Modéen, John Botvid och Christian Bratt.

## Handling
Tre taxichaufförer arbetar och tippar tillsammans. En dag vinner de högsta vinsten, men de visar sig få svårt att hantera sin nyvunna rikedom...

## Om filmen
Filmen premiärvisades den 29 oktober 1945 på biograf Aveny i Örebro; Stockholmspremiär ett par veckor senare på Plaza vid Odengatan och Alcazar vid Sankt Eriksgatan. Inspelningen skedde vid Filmoateljén i Stockholm med exteriörer från Solvalla, Råsunda och Stockholm av Erik Bergstrand. Filmen blev Rolf Botvids enda långfilm som regissör. Som dansbandsorkester hör man Thore Ehrlings orkester.
Rattens musketörer har visats i SVT, bland annat 2021 och i augusti 2023.

## Rollista i urval
- Thor Modéen – Pontus Berg, taxichaufför
- John Botvid – John Kvist. taxichaufför
- Christian Bratt – Frans Blom, taxichaufför
- Ann-Margret Bergendahl – Ulla Kvist, Johns dotter
- Kajan Hjelm – Sven Kvist, Johns son
- Anna-Lisa Baude – Beda Kvist, Johns hustru
- Tord Andersén – Bengt Werner
- Gull Natorp – Martha Berg, Pontus syster
- Eric Gustafsson – "Linjalen"
- Åke Engfeldt – radiopolis
- Magnus Kesster – detektiv
- Arne Lindblad – villaägare
- Aurore Palmgren – villaägarens fru
- Kate Thalén – fröken Lind, Berggrens sekreterare
- Wiktor "Kulörten" Andersson – tiggare
- Evert Granholm – Berggren
- Arne Källerud – Dahlström
- Gösta Lycke – "Sillen"

## Musik i filmen
- Daisy Bell (Isabella), kompositör och text Harry Dacre, svensk text Alma Rek, musikarrangör Sam Rydberg, instrumental
- Examens-sexa på Eklundshof (Här är gudagott att vara), kompositör och text Gunnar Wennerberg, sång John Botvid
- Rattens musketörer, kompositör Stig Hansson, text Karl-Ewert, sång Thor Modéen, John Botvid och Christian Bratt
- Älvsborgsvisan (Ny Elfsborgsvisa/Den blomsterprydda gondolen gled), text August Wilhelm Thorsson, framförs av okänd sångerska
- Jitterbug, kompositör Stig Holm och Curt Blomquist
- Slow-fox, kompositör Stig Holm